# Abschnittsbefestigung Wirtsberg

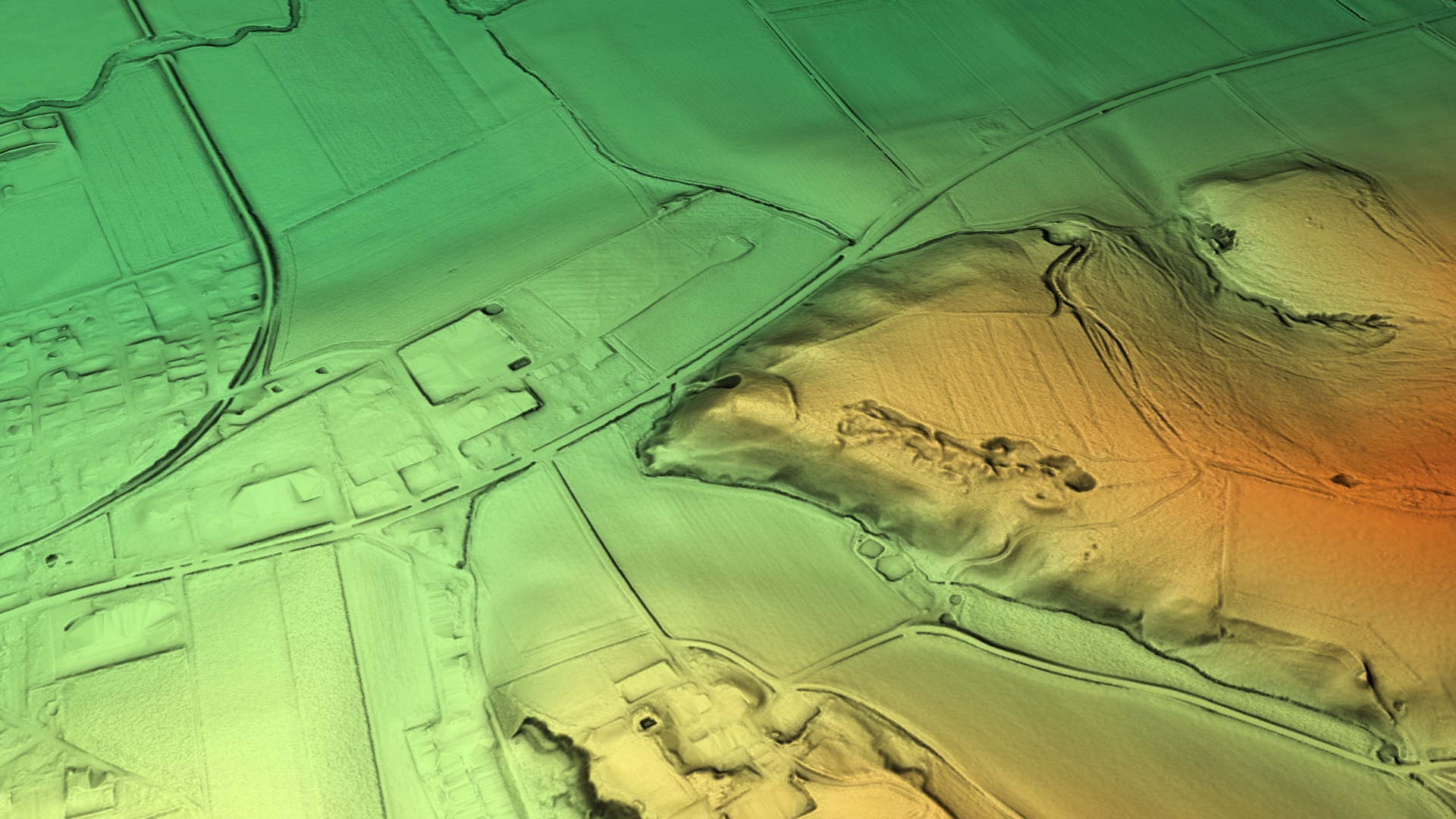
3D-Ansicht des digitalen Geländemodells

Die Abschnittsbefestigung Wirtsberg ist eine abgegangene vor- und frühgeschichtliche Abschnittsbefestigung nahe dem Dorf Aufhausen, heute einem Gemeindeteil des niederbayerischen Marktes Eichendorf im Landkreis Dingolfing-Landau. Sie liegt ca. 900 m östlich der Pfarrkirche St. Michael von Aufhausen auf dem Wirtsberg und wird als Bodendenkmal unter der Aktennummer D-2-7342-0081 im Bayernatlas als „Abschnittsbefestigung vor- und frühgeschichtlicher Zeitstellung“ geführt.

## Beschreibung
Auf einem nach Westen gerichteten Bergsporn, der vom südlichen Vilstalhang und dem steileren Büchsenholzbach gebildet wird, liegt diese Wehranlage. Sie nimmt die vorderen 35 m des Bergsporns ein. Ein leicht gebogener Wall mit einem schwach ausgeprägten vorgelagerten Graben trennt das Plateau von 60 × 35 m ab. Die Plateauränder sind künstlich gesteilt  und fallen zum Hang ab. Der nach innen steil geböschte Abschnittswall besitzt noch eine maximale Höhe von einem Meter. Das Vorgelände nach Osten ist sehr unruhig gestaltet und weist Gruben, Mulden, Wälle (?) bzw. Halden auf. Diese Anlage darf nicht mit dem nahe liegenden Ansitz Mülberg verwechselt werden.